# HD 211554
HD 211554，又名BD+56 2746，SAO 34256、HR 8506，是一颗恒星，视星等为5.88，位于銀經103.12，銀緯0.43，其B1900.0坐标为赤經22h 12m 49.7s，赤緯+56° 0.43′ 16″。